# Judo op de Olympische Zomerspelen 2004
Judo is een van de sporten die beoefend werden tijdens de Olympische Zomerspelen 2004 in Athene. Japan was in de Ano Liosia Olympic Hall veruit het succesvolste land met acht gouden en twee zilveren medailles. Vier jaar eerder in Sydney had het land ook het medailleklassement gewonnen, met vier gouden, twee zilveren en twee bronzen medailles.
Voor zowel Nederland als België was het een geslaagd toernooi. Voor België was er één plak weggelegd: Ilse Heylen behaalde in de klasse tot 52 kg de derde plaats, goed voor een bronzen medaille. Nederland behaalde vier medailles, waaronder één zilveren (Edith Bosch) en drie bronzen medailles (Deborah Gravenstijn, Mark Huizinga en Dennis van der Geest).

## Onderdelen en programma
De mannen en vrouwen kwamen beide uit in zeven gewichtsklassen. Er waren dus veertien gouden medailles te verdelen.
| Mannen    | Mannen      | Vrouwen   | Vrouwen     |
| onderdeel | datum       | onderdeel | datum       |
| --------- | ----------- | --------- | ----------- |
| – 60 kg   | 14 augustus | – 48 kg   | 14 augustus |
| – 66 kg   | 15 augustus | – 52 kg   | 15 augustus |
| – 73 kg   | 16 augustus | – 57 kg   | 16 augustus |
| – 81 kg   | 17 augustus | – 63 kg   | 17 augustus |
| – 90 kg   | 18 augustus | – 70 kg   | 18 augustus |
| – 100 kg  | 19 augustus | – 78 kg   | 19 augustus |
| + 100 kg  | 20 augustus | + 78 kg   | 20 augustus |

## Mannen

### extra lichtgewicht (tot 60 kg)
| rang   | sporter                    | land       |
| ------ | -------------------------- | ---------- |
| Goud   | Tadahiro Nomura            | Japan      |
| Zilver | Nestor Khergiani           | Georgië    |
| Brons  | Khashbaatar Ktsagaanbaatar | Mongolië   |
| Brons  | Choi Min-Ho                | Zuid-Korea |

### halflichtgewicht (tot 66 kg)
| rang   | sporter            | land        |
| ------ | ------------------ | ----------- |
| Goud   | Masato Ushishiba   | Japan       |
| Zilver | Jozef Krnáč        | Slowakije   |
| Brons  | Georhi Georgiev    | Bulgarije   |
| Brons  | Yordanis Arencibia | Griekenland |

### lichtgewicht (tot 73 kg)
| rang   | sporter           | land             |
| ------ | ----------------- | ---------------- |
| Goud   | Lee Won-hee       | Zuid-Korea       |
| Zilver | Vitaly Makarov    | Rusland          |
| Brons  | Leandro Guilheiro | Brazilië         |
| Brons  | Jimmy Pedro       | Verenigde Staten |

### halfmiddengewicht (tot 81 kg)
| rang   | sporter        | land        |
| ------ | -------------- | ----------- |
| Goud   | Ilias Iliadis  | Griekenland |
| Zilver | Roman Hontjoek | Oekraïne    |
| Brons  | Dmitri Nossov  | Rusland     |
| Brons  | Flávio Canto   | Brazilië    |

### middengewicht (tot 90 kg)
| rang   | sporter           | land      |
| ------ | ----------------- | --------- |
| Goud   | Zoerab Zviadaoeri | Georgië   |
| Zilver | Hiroshi Izumi     | Japan     |
| Brons  | Khasanbi Taov     | Rusland   |
| Brons  | Mark Huizinga     | Nederland |

### halfzwaargewicht (tot 100 kg)
| rang   | sporter        | land        |
| ------ | -------------- | ----------- |
| Goud   | Ihor Makarov   | Wit-Rusland |
| Zilver | Jang Sung-Ho   | Zuid-Korea  |
| Brons  | Michael Jurack | Duitsland   |
| Brons  | Ariel Ze'evi   | Israël      |

### zwaargewicht (boven 100 kg)
| rang   | sporter              | land      |
| ------ | -------------------- | --------- |
| Goud   | Keiji Suzuki         | Japan     |
| Zilver | Tamerlan Tmenov      | Rusland   |
| Brons  | Indrek Pertelson     | Estland   |
| Brons  | Dennis van der Geest | Nederland |

## Vrouwen

### superlichtgewicht (tot 48 kg)
| rang   | sporter             | land      |
| ------ | ------------------- | --------- |
| Goud   | Ryoko Tani          | Japan     |
| Zilver | Frederique Jossinet | Frankrijk |
| Brons  | Feng Gao            | China     |
| Brons  | Julia Matijass      | Duitsland |

### halflichtgewicht (tot 52 kg)
| rang   | sporter        | land   |
| ------ | -------------- | ------ |
| Goud   | Dongmei Xian   | China  |
| Zilver | Juki Yokosawa  | Japan  |
| Brons  | Ilse Heylen    | België |
| Brons  | Amarilys Savon | Cuba   |

### lichtgewicht (tot 57 kg)
| rang   | sporter             | land        |
| ------ | ------------------- | ----------- |
| Goud   | Yvonne Bönisch      | Duitsland   |
| Zilver | Sun-Hui Kye         | Noord-Korea |
| Brons  | Yurisleidy Lupetey  | Cuba        |
| Brons  | Deborah Gravenstijn | Nederland   |

### halfmiddengewicht (tot 63 kg)
| rang   | sporter          | land       |
| ------ | ---------------- | ---------- |
| Goud   | Ayumi Tanimoto   | Japan      |
| Zilver | Claudia Heill    | Oostenrijk |
| Brons  | Driulis González | Cuba       |
| Brons  | Urška Žolnir     | Slovenië   |

### middengewicht (tot 70 kg)
| rang   | sporter     | land      |
| ------ | ----------- | --------- |
| Goud   | Masae Ueno  | Japan     |
| Zilver | Edith Bosch | Nederland |
| Brons  | Dongya Qin  | China     |
| Brons  | Annett Böhm | Duitsland |

### halfzwaargewicht (tot 78 kg)
| rang   | sporter         | land   |
| ------ | --------------- | ------ |
| Goud   | Noriko Anno     | Japan  |
| Zilver | Xia Liu         | China  |
| Brons  | Lucia Morico    | Italië |
| Brons  | Yurisel Laborde | Cuba   |

### zwaargewicht (boven 78 kg)
| rang   | sporter           | land    |
| ------ | ----------------- | ------- |
| Goud   | Maki Tsukada      | Japan   |
| Zilver | Dayma Beltran     | Cuba    |
| Brons  | Fuming Sun        | China   |
| Brons  | Tea Donguzeshvili | Rusland |

## Medaillespiegel
| Plaats | Land             | Goud | Zilver | Brons | Totaal |
| 1      | Japan            | 8    | 2      | 0     | 10     |
| 2      | China            | 1    | 1      | 3     | 5      |
| 3      | Zuid-Korea       | 1    | 1      | 1     | 3      |
| 4      | Georgië          | 1    | 1      | 0     | 2      |
| 5      | Duitsland        | 1    | 0      | 3     | 4      |
| 6      | Griekenland      | 1    | 0      | 0     | 1      |
|        | Wit-Rusland      | 1    | 0      | 0     | 1      |
| 8      | Rusland          | 0    | 2      | 3     | 5      |
| 9      | Cuba             | 0    | 1      | 5     | 6      |
| 10     | Nederland        | 0    | 1      | 3     | 4      |
| 11     | Frankrijk        | 0    | 1      | 0     | 1      |
| 11     | Noord-Korea      | 0    | 1      | 0     | 1      |
| 11     | Oekraïne         | 0    | 1      | 0     | 1      |
| 11     | Oostenrijk       | 0    | 1      | 0     | 1      |
| 11     | Slowakije        | 0    | 1      | 0     | 1      |
| 16     | Brazilië         | 0    | 0      | 2     | 2      |
| 17     | België           | 0    | 0      | 1     | 1      |
| 17     | Bulgarije        | 0    | 0      | 1     | 1      |
| 17     | Estland          | 0    | 0      | 1     | 1      |
| 17     | Israël           | 0    | 0      | 1     | 1      |
| 17     | Italië           | 0    | 0      | 1     | 1      |
| 17     | Mongolië         | 0    | 0      | 1     | 1      |
| 17     | Slovenië         | 0    | 0      | 1     | 1      |
| 17     | Verenigde Staten | 0    | 0      | 1     | 1      |
| Totaal | Totaal           | 14   | 14     | 28    | 56     |

Atletiek · Badminton · Basketbal · Boksen · Boogschieten · Gewichtheffen · Gymnastiek · Handbal · Hockey · Honkbal · Judo · Kanovaren · Moderne vijfkamp · Paardensport · Roeien · Schermen · Schietsport · Schoonspringen · Softbal · Synchroonzwemmen · Taekwondo · Tafeltennis · Tennis · Triatlon · Voetbal · Volleybal · Waterpolo · Wielersport · Worstelen · Zeilen · Zwemmen
Tokio 1964 · 
München 1972 · 
Montréal 1976 · 
Moskou 1980 · 
Los Angeles 1984 · 
Seoel 1988 · 
Barcelona 1992 · 
Atlanta 1996 · 
Sydney 2000 · 
Athene 2004 · 
Peking 2008 · 
Londen 2012 · 
Rio de Janeiro 2016  · 
Tokio 2020 · 
Parijs 2024 · 
Los Angeles 2028 
Medaillewinnaars